# Дарницкий мост (Киев)
Да́рницкий мост (укр. Да́рницький міст) — железнодорожный мост через Днепр в Киеве. Построен в 1949 году. По нему проложены две железнодорожные колеи. Первый мост на этом месте был построен в течение 1868—1870 годов по проекту А. Струве, мост был открыт 13 февраля 1870 года. В 1941 году мост Аманда Струве был подорван в целях сдерживания наступавших немецких войск, затем восстановлен и окончательно уничтожен немецкими войсками при отступлении в 1943 году.